# Grethe Nestor
Grethe Nestor (* 1968 in Oslo) ist eine norwegische Autorin und Journalistin. In ihren Werken befasst sie sich größtenteils mit dem Feminismus.
Im deutschen Sprachraum ist vorwiegend ihr Buch Die Badgirl-Feministin bekannt.

## Werke
- Kryp – roman (2001)
- Happy – roman (2002)
- Feministhåndboka (2005)
- Barbiegenet – roman (2005)
- Die Badgirl-Feministin. - Dtv, 2007